# Patricia Simón Carrasco
Patricia Simón Carrasco (Estepona, 24 de febrero de 1983) es una periodista, escritora y profesora española, especializada en Relaciones Internacionales y con un enfoque en derechos humanos y perspectiva de género.

## Trayectoria
Se licenció en periodismo por la Universidad de Sevilla, y posteriormente se especializó en Relaciones Internacionales en el Instituto de Estudios Políticos de Lyon. Realizó un posgrado en Políticas Públicas y Estado del Bienestar por la Universidad de Oviedo. Comenzó su trayectoria profesional en 2002, compatibilizando sus estudios con su trabajo como redactora y copresentadora en el programa 1001 Noches de la productora de Canal 2 Andalucía. Tras licenciarse, trabajó realizando reportajes y documentales para Guatemala, Nicaragua, Colombia, Mauritania y Senegal, entre otros.
En 2007, volvió a Canal Sur para dirigir y presentar una sección sobre derechos humanos en el programa Buenas noches, bienvenidos de Miguel Ríos. Tres años después, en 2010, cofundó el desaparecido Periodismo Humano, como el primer medio de comunicación digital con enfoque de derechos humanos. Fue su subdirectora y responsable de enfoque de género desde su creación hasta 2013, periodo en el que el medio recibió más de una veintena de premios nacionales e internacionales. A partir de entonces, empezó a trabajar como reportera freelance.
Junto al fotoperiodista Álex Zapico, Simón creó en 2014, el centro de documentación "No habrá paz sin las mujeres", para el que entrevistó a decenas de mujeres de Colombia y Palestina para documentar sus reclamaciones en términos de paz, justicia y reparación. En 2016, colaboró con otros autores en el libro colectivo Más allá de lo posible. La dimensión política de los derechos humanos en el siglo XXI en el que escribió el capítulo que lleva por título "Periodismo con enfoque de derechos humanos: la necesaria actualización de la ética periodística".
En 2020, documentó para La Marea las protestas de Irak, las consecuencias de la pandemia de COVID-19, el incendio del campo de personas refugiadas de Lesbos, así como las elecciones presidenciales de Estados Unidos.
Sus reportajes se publican regularmente en La Marea, tiene una sección en el programa de radio Carne cruda y colabora con la revista feminista Píkara Magazine. Ha realizado coberturas en más de 25 países, entre ellos, Colombia, Palestina, Israel, Jordania, Líbano, Guatemala, Estados Unidos, Sierra Leona y Marruecos. La mayoría de sus reportajes y documentales están dedicados a los derechos humanos, violencias machistas, conflictos, migraciones, lucha contra la pobreza y resistencias ecofeministas contra macroproyectos de multinacionales extractivistas. Dirigió y presentó el programa "La ciudad de los derechos y la memoria" en la desaparecida emisora municipal madrileña M21 Radio. El programa dejó de emitirse tras el cierre de la emisora en 2019, con la llegada del Partido Popular al ayuntamiento de Madrid.
Se ha especializado en Relaciones Internacionales, enfoque de derechos humanos y perspectiva de género. Y trabaja regularmente también como consultora de ONGs para la producción de campañas de sensibilización. Imparte habitualmente conferencias y cursos sobre periodismo, derechos humanos, trata con fines de explotación sexual, migraciones y búsqueda de refugio.

## Reconocimientos
En 2013, la Asociación de Mujeres de los Medios de Comunicación de España (AMECO) concedió a Simón el Premio Ameco "Prensa-Mujer" por su compromiso en la defensa de los derechos humanos de las mujeres como subdirectora del periódico digital desaparecido Periodismo Humano. En la VII edición de estos premios también fueron galardonadas las periodistas Mariola Lourido y June Fernández por su labor periodística a favor de la igualdad.
En 2018, Simón fue finalista del VII Premio Internacional de Periodismo "Colombine" por su entrevista a Pilar del Álamo, superviviente de décadas de violencia de género. Ese año fue premiada la periodista Mar Abad por su artículo “Flâneuse: las mujeres aún tienen que conquistar las ciudades”, publicado en la revista Yorokobu.
En 2020, el periodista Javier Sánchez Salcedo incluyó a Simón en su libro Irreversibles. Personas que no se conforman (Editorial Mundo Negro) como una de las treinta personas que lo protagonizan. La obra es un compendio de las entrevistas publicadas en la revista Mundo Negro entre 2016 y 2020, y que muestra a personas de distintos ámbitos comprometidas en la lucha contra las desigualdades sociales.

## Obras
- 2022 – Miedo. Viaje por un mundo que se resiste a ser gobernado por el odio. Ed. Debate.

- 2016 – Más allá de lo posible. La dimensión política de los derechos humanos en el siglo XXI. Junto a otros autores. Ed. Txalaparta.[10]
- 2017 – Todas. Crónicas de la violencia contra las mujeres. Junto a otros autores. Libros.com.[20]
- 2019 – Mujeres que se mueven, Madrid, España: Médicos del Mundo.
- 2019 – El cuento de la criada. Ensayos para una incursión en la República de Gilead. Junto a otros autores. Errata Naturae.
- 2019 – Aquí estamos. Piezas para el puzzle de un momento feminista. Junto a otros autores. AKAL. ISBN 978-84-460-4748-3.[21]
- 2019 – Buscamos refugio. Nuestra guerra son las maras. CEAR. Con licencia CC-BY-SA en PDF.[22]